# Локалитет код Швањског моста
Локалитет код Швањског моста је тумул откривен у месту Уиз, општина Ђаковица. Период градње је 900—200. година п. н. е.
Локалитет се налази 500 метара југозападно од Швањског моста, према коме је и добио име. Тумул је пречника 15 метара, а висине 1,70 метара. Налазиште се датује у период гвозденог доба тачније период градње је између 8. и 3. века пре нове ере.